# Licor 43

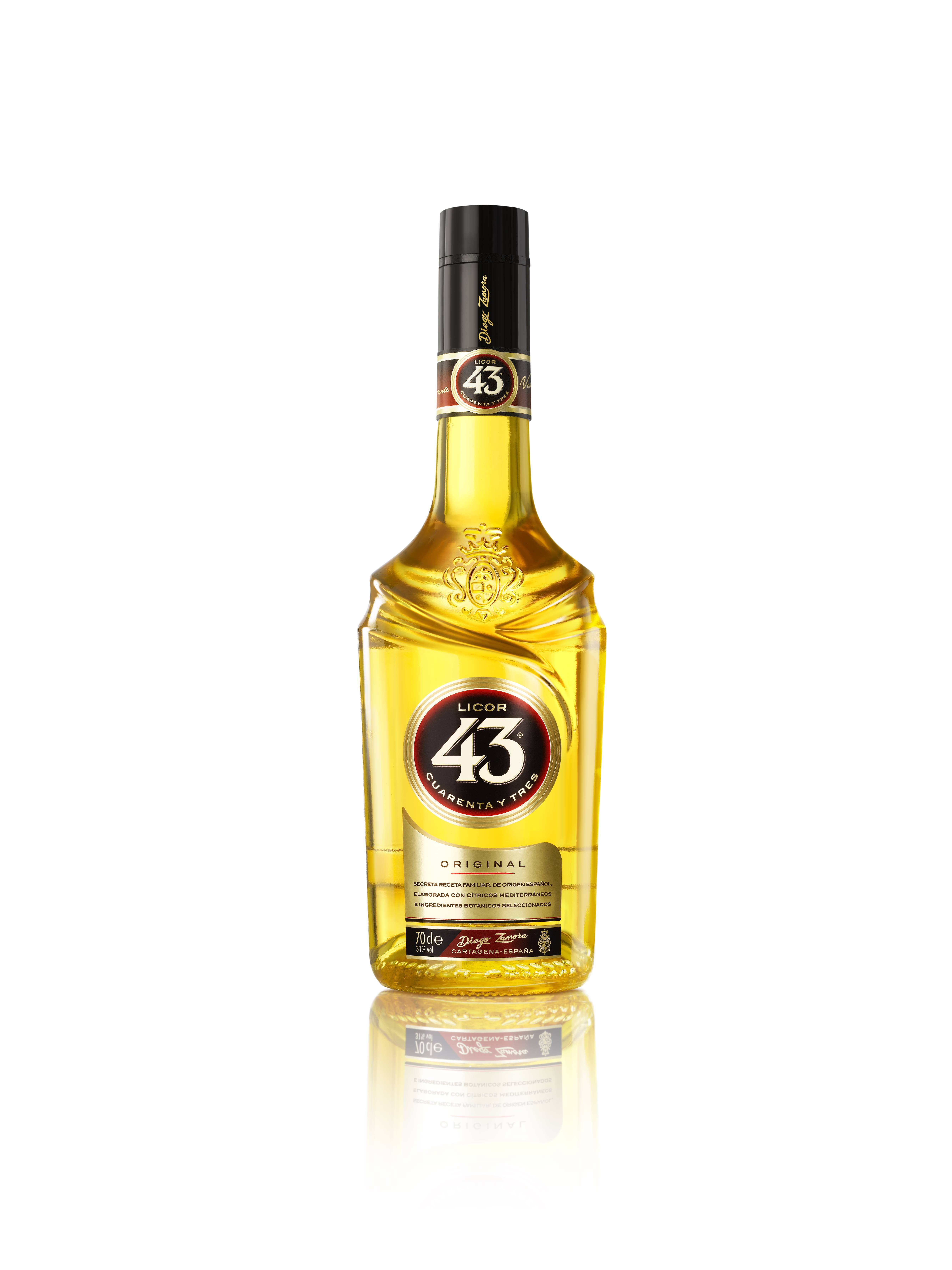
Eine Flasche Licor 43

Licor 43 ist ein spanischer Likör mit 31 %-Vol. Alkohol.

## Hintergrund
Hergestellt wird der Licor 43 seit 1946 von der Brennerei Diego Zamora S.A in Cartagena, Region Murcia. Er soll sich aus einem über 2000 Jahre alten Rezept entwickelt haben. Mit der Übernahme der Firma Dethleffsen übernahm Berentzen 1998 auch die Vertriebsrechte für Licor 43 und konnte den Absatz in Deutschland in den vier Folgejahren mehr als vervierfachen. Ab März 2009 übernahm Campari den Deutschlandvertrieb des Likörs, der im Jahr 2008 erstmals einen Absatz von einer Million Flaschen überstieg.
Seit Ende 2016 vertreibt die deutsche Unternehmensgruppe Schwarze und Schlichte die Likörspezialitäten der Diego Zamora Group, darunter auch Licor 43 Original und Orochata. Aus den rund 2,15 Millionen verkauften Likörflaschen resultiert ein Umsatz von über 25 Millionen Euro. 2017 erreichte Licor 43 einen Marktanteil von 4,7 Prozent (Nielsen Umsatz 2017 Likörmarkt). Damit steht der spanische Premiumlikör auf Platz zwei hinter Marktführer Baileys.
Den Namen verdankt der Likör den 43 Zutaten, aus denen er nach geheimer Rezeptur hergestellt wird. Größtenteils handelt es sich dabei um Gewürze, eine der Zutaten ist Vanille, die man am deutlichsten herausschmeckt. In Spanien nennt man den Likör in der Regel nur „Cuarenta y Tres“, nach den spanischen Worten für die Zahl „Dreiundvierzig“.
Er hat sich zudem – in Discotheken und Nachtclubs besonders auf Mallorca – mit Milch gemischt als Longdrink unter den Namen Milch 43 / Blanco 43 oder Muttermilch etabliert, wobei Licor 43 und Milch ungefähr im Verhältnis 1:3 gemischt werden. Im Sommer 2010 kam Licor 43 in Deutschland auch als 43er Maracujasaft in die Gläser. Auch weit verbreitet ist die Mischung von Licor 43 mit Orangensaft.
Der Geschmack ist relativ süß und von Vanille geprägt.
2016 kam die Variante Licor 43 Orochata auf den Markt, ein Likör mit 16 % Vol. mit Erdmandelmilch und orientalischen Gewürzen.
Mittlerweile ist auch fertig gemischte Milch 43 in Dosen abgefüllt erhältlich. Es existiert auch eine vegane Version mit Kokosmilch.